# Islas Al Dimaniyat
Islas Al Dimaniyat (también escrito Ad Dimaniyat o A'Dimaniyat o simplemente Islas Dimaniyat) es un archipiélago que pertenece al sultanato de Omán, ubicado al suroeste de Asia. Está compuesto por 9 islas que alcanzan una superficie estimada en 100 hectáreas (equivalentes a 1,0 kilómetros cuadrados) son una reserva protegida.
La reserva cuenta con un rico patrimonio natural y está repleta de varios tipos de arrecifes de coral, incluyendo algunas especies que son muy raras. La isla es el hogar de un gran número de tortugas marinas que ponen sus huevos y nidos allí, y además es un imán para las aves migratorias y autóctonas.

## Islas
- Kharabah
- Huyoot
- Al Jabal Al Kabeer (Um As Sakan)
- Um Al Liwahah (Minaret)
- Al Jawn (3 islas)